# Eleições estaduais no Pará em 1950
As eleições estaduais no Pará em 1950 ocorreram 3 de outubro como parte das eleições no Distrito Federal, em 20 estados e nos territórios federais do Acre, Amapá, Rondônia e Roraima. Foram eleitos o governador Zacarias Assunção, o senador Prisco dos Santos, nove deputados federais e trinta e sete deputados estaduais.
Contrariando uma situação política vigente desde o fim do Estado Novo, os paraenses interromperam (mesmo que por uma pequena margem) o mandarinato do PSD em favor dos nomes apresentados pela Coligação Democrática Paraense cujo mérito foi reunir os candidatos derrotados na disputa pelo Palácio Lauro Sodré em 1947. Graças a isso o General Zacarias Assunção enfim ascendeu ao governo do Pará três anos após falhar na busca pelo cargo.
Formado em Agrimensura pelo Colégio Militar do Rio de Janeiro, ingressou na Escola Militar do Realengo em 1911. Em sua carreira militar combateu a Intentona Comunista e serviu ao Exército Brasileiro na cidade do Rio de Janeiro e em Minas Gerais. Durante a Segunda Guerra Mundial comandou a Base Aérea de Natal, e após a queda de Getúlio Vargas foi interventor federal no Pará por uma semana e depois tornou-se comandante da Polícia Militar do Distrito Federal. Candidato a governador do estado via PSP em 1947, foi vencido por Moura Carvalho. Designado para o comando da IX Região Militar e depois para o Comando Militar do Nordeste, foi agora eleito governador para um mandato de cinco anos.
O senador eleito foi o médico Prisco dos Santos. Natural de Belém, formou-se em Medicina na Universidade Federal do Rio de Janeiro e foi professor na Universidade Federal do Pará. Sempre filiado à UDN, perdeu a eleição para deputado federal em 1945. Graças ao artifício da "dupla candidatura" foi eleito deputado estadual em 1947, embora tenha perdido a eleição para governador no mesmo ano.

## Resultado da eleição para governador
Segundo o Tribunal Superior Eleitoral houve 189.006 votos nominais (97,03%), 3.280 votos em branco (1,68%) e 2.452 votos nulos (1,26%) e 63 votos não apurados (0,03%), resultando no comparecimento de 194.801 eleitores.
| Candidatos a governador do estado | Candidatos a vice-governador | Número | Coligação                                          | Votação | Percentual |
| --------------------------------- | ---------------------------- | ------ | -------------------------------------------------- | ------- | ---------- |
| Zacarias Assunção PSP             | Não havia -                  | -      | Coligação Democrática Paraense (PSP, UDN, PST, PL) | 94.794  | 50,15%     |
| Magalhães Barata PSD              | Não havia -                  | -      | PSD (sem coligação)                                | 94.212  | 49,85%     |
| Fontes:                           |                              |        |                                                    |         |            |

## Resultado da eleição para senador
Segundo o Tribunal Superior Eleitoral houve 178.903 votos nominais (97,03%), 11.070 votos em branco (1,68%) e 2.174 votos nulos (1,26%), resultando no comparecimento de 192.147 eleitores.
| Candidatos a senador da República | Candidatos a suplente de senador | Número | Coligação                                          | Votação | Percentual |
| --------------------------------- | -------------------------------- | ------ | -------------------------------------------------- | ------- | ---------- |
| Prisco dos Santos UDN             | Demócrito Noronha UDN            | -      | Coligação Democrática Paraense (PSP, UDN, PST, PL) | 89.833  | 50,21%     |
| Moura Carvalho PSD                | Luís Estevão de Oliveira PSD     | -      | PSD (sem coligação)                                | 89.070  | 49,79%     |
| Fontes:                           |                                  |        |                                                    |         |            |

## Deputados federais eleitos
São relacionados os candidatos eleitos com informações complementares da Câmara dos Deputados.

Representação eleita
  PSD: 5
  UDN: 2
  PSP: 2

| Deputados federais eleitos | Partido | Votação | Percentual | Cidade onde nasceu | Unidade federativa  |
| Epílogo de Campos          | UDN     | 29.527  |            | Rio Branco         | Acre                |
| Lameira Bittencourt        | PSD     | 20.868  |            | Lisboa             | Portugal            |
| Armando Corrêa             | PSD     | 12.469  |            | Belém              | Pará                |
| Deodoro de Mendonça        | PSP     | 12.046  |            | Cametá             | Pará                |
| Augusto Meira              | PSD     | 11.902  |            | Ceará-Mirim        | Rio Grande do Norte |
| Virgínio Santa Rosa        | PSP     | 11.617  |            | Belém              | Pará                |
| Nelson Parijós             | PSD     | 11.497  |            | Cametá             | Pará                |
| Osvaldo Orico              | PSD     | 11.419  |            | Belém              | Pará                |
| Paulo Maranhão             | UDN     | 9.159   |            | Belém              | Pará                |
| Fontes:                    |         |         |            |                    |                     |

## Deputados estaduais eleitos
Foram eleitos 37 deputados estaduais.

Representação eleita
  PSD: 18
  PSP: 9
  UDN: 4
  PTB: 4
  PST: 1
  PL: 1

Fonteː
| Deputados estaduais eleitos           | Partido | Votação | Percentual | Cidade onde nasceu | Unidade federativa |
| Augusto Pereira Correia               | PSP     | 5.237   | 2,77%      | Santarém           | Pará               |
| Lindolfo Marques Mesquita             | PSD     | 5.166   | 2,73%      | Castanhal          | Pará               |
| Humberto Pinheiro de Vasconcelos      | PST     | 5.018   | 2,65%      | Barcarena          | Pará               |
| Rui Nelson de Parijós                 | PSD     | 4.985   | 2,63%      | Cametá             | Pará               |
| Cléo Bernardo de Macambira Braga      | PSP     | 4.760   | 2,51%      | Santarém           | Pará               |
| Rosa de Carvalho Rebelo Pereira       | PSD     | 4.700   | 2,48%      | Belém              | Pará               |
| João Ismael Nunes de Araújo           | PSD     | 4.660   | 2,46%      | São Félix do Xingu | Pará               |
| Clóvis Ferro Costa                    | UDN     | 4.508   | 2,38%      | Passagem Franca    | Maranhão           |
| João Menezes                          | PSD     | 4.453   | 2,35%      | Belém              | Pará               |
| Líbero Luxardo                        | PSD     | 4.125   | 2,18%      | Sorocaba           | São Paulo          |
| João Pires Camargo                    | PSD     | 4.037   | 2,13%      | Abaetetuba         | Pará               |
| Rui Barata                            | PSP     | 4.002   | 2,11%      | Santarém           | Pará               |
| Sílvio Meira                          | PSD     | 3.883   | 2,05%      | Belém              | Pará               |
| Lobão da Silveira                     | PSD     | 3.700   | 1,95%      | Bragança           | Pará               |
| Francisco Maria Bordalo               | PSD     | 3.649   | 1,93%      | Cametá             | Pará               |
| José Manuel Reis Ferreira             | PSD     | 3.626   | 1,91%      | Tailândia          | Pará               |
| Américo Pereira Lima                  | PSD     | 3.493   | 1,84%      | Juruti             | Pará               |
| Aldebaro Klautau                      | PSP     | 3.182   | 1,68%      | Belém              | Pará               |
| Paulo Itaguai da Silva                | PL      | 3.154   | 1,66%      | Marituba           | Pará               |
| Acindino Pinheiro de Campos           | PSD     | 2.970   | 1,57%      | Curuçá             | Pará               |
| Francisco Pereira Brasil              | PSD     | 2.952   | 1,56%      | Altamira           | Pará               |
| Licurgo de Freitas Peixoto            | PSP     | 2.718   | 1,43%      | São Félix do Xingu | Pará               |
| José Maria Lins de Vasconcelos Chaves | PTB     | 2.712   | 1,43%      | Moju               | Pará               |
| Rui de Figueiredo Mendonça            | PSD     | 2.595   | 1,37%      | Ananindeua         | Pará               |
| Carlos Vitor Marques de Menezes       | PSD     | 2.544   | 1,34%      | Breves             | Pará               |
| José Cardoso da Cunha Coimbra         | PSD     | 2.502   | 1,32%      | Bragança           | Pará               |
| Wilson Pedrosa Amanajás               | UDN     | 2.420   | 1,28%      | Marabá             | Pará               |
| José Oscar Mendonça Vergolino         | PSP     | 2.418   | 1,27%      | Cametá             | Pará               |
| Abel Martins e Silva                  | UDN     | 2.415   | 1,27%      | Belém              | Pará               |
| Pedro Pinheiro Pais                   | PSD     | 2.383   | 1,26%      | Abaetetuba         | Pará               |
| Fernando Rebelo Magalhães             | PSP     | 2.360   | 1,24%      | Tucuruí            | Pará               |
| Abel Figueiredo                       | PSP     | 2.166   | 1,14%      | Soure              | Pará               |
| Armando Dias Mendes                   | UDN     | 2.151   | 1,13%      | Belém              | Pará               |
| Sílvio Braga                          | PSP     | 2.108   | 1,11%      | Belém              | Pará               |
| Antônio Hamilton Imbiriba da Rocha    | PTB     | 1.116   | 0,59%      | Santarém           | Pará               |
| Efraim Ramiro Bentes                  | PTB     | 1.097   | 0,58%      | Paragominas        | Pará               |
| Romeu Ferreira dos Santos             | PTB     | 869     | 0,45%      | Parauapebas        | Pará               |
| Fontes:                               |         |         |            |                    |                    |